# Sciapus albovittatus
Sciapus albovittatus är en tvåvingeart som beskrevs av Gabriel Strobl 1909. Sciapus albovittatus ingår i släktet Sciapus och familjen styltflugor. Inga underarter finns listade i Catalogue of Life.